# Bosquerola emmascarada ploranera
La bosquerola emmascarada ploranera (Geothlypis philadelphia) és un ocell de la família dels parúlids (Parulidae).

## Hàbitat i distribució
D'hàbits migratoris, cria al sotabosc dels boscos decidus, vegetació secundària i zones empantanegades des del centre de Canadà fins al sud-est i el nord-est dels Estats Units. Passa l'hivern des de Nicaragua fins al nord de Sud-amèrica.